# Oxid de bariu
Oxidul de bariu este un compus binar al bariului cu oxigenul cu formula chimică BaO. Este un compus ionic neinflamabil, solid și de culoare albă la temperatura camerei. În trecut era folosit în tuburile catodice și în prezent este un catalizator. În cantități excesive e potențial letal. 

## Utilizări
Oxidul de bariu este sursă de oxigen pur, deoarece acesta se oxidează la peroxid de bariu BaO2 la temperaturi medii ce mai apoi se descompune în oxid de bariu BaO și oxigen O2.
Este folosit și la capetele catodice ce capătă temperaturi foarte mari și pentru producerea lentilelor unde a înlocuit oxidul de plumb II.

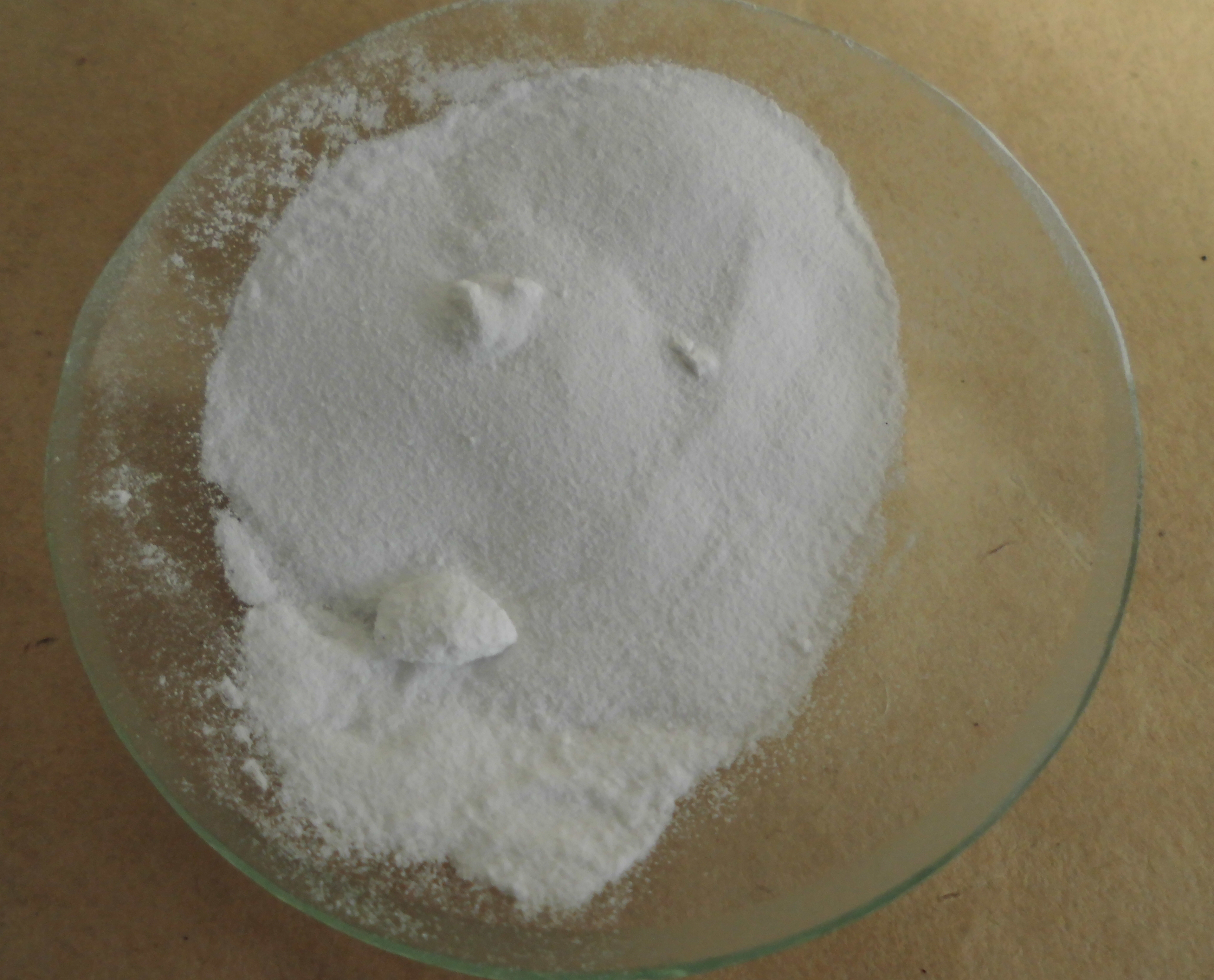
Oxid de bariu

## Sinteză
Poate fi preparat prin încălzirea carbonatului de bariu în prezență de smoală sau din descompunerea termcă a azotatului de bariu sau a altor săruri ale acestui element.
2 Ba + O2 → 2 BaO
BaCO3 → BaO + CO2

## Pericole
Este otrăvitor pentru mediu. Ca și alți compuși ai bariului este otrăvitor. Este iritant și cauzează durere la contactul cu pielea și ochii. Când e ingerat provoacă amețeală, paralizie musculară și chiar moarte. Dacă este ingerat trebuie contactat spitalul sau centrul toxicologic.